# Гжегож Лято
Гже́гож Боле́слав Ля́то (пол. Grzegorz Bolesław Lato; * 8 квітня 1950, Мальборк) — польський футболіст, тренер і футбольний функціонер. Олімпійський чемпіон 1972. Найкращий бомбардир чемпіонату світу у ФРН (1974). Рекордсмен у кількості поведених матчів за збірну Польщі. З 2008 до 2012 року був президентом Польського Футбольного Союзу (ПЗПН). Заслужений майстер спорту СРСР[джерело?].

## Футбольна кар'єра

### Клубна кар'єра
Більшість своєї кар'єри провів у команді «Сталь» (Мелець), за яку 272 рази виходив на поле, здобуваючи при цьому 111 голів у I лізі та 23 рази і 6 голів у II лізі. У 1980 р. перейшов до бельгійського «Локерену». Закінчував кар'єру футболіста у заокеанських клубах «Атланте» (Канкун) та «Полонія» (Гамільтон).

### Кар'єра у збірній
У 1971–1984 виступав у складі національної збірної Польщі. Усього провів 104 матчі (рекорд), з них 100 офіційних, та забив 45 м'ячів (2-ге місце після Влодзімежа Любанського).

## Тренерська кар'єра
Закінчив тренерську школу Польського Футбольного Союзу у 1996 році. 
На початку 90-их років XX століття працював у канадському клубі: «Норт Йорк Рокетс» (Торонто), а потім повернувся на батьківщину, де тренував «Сталь» (Мелець), «Олімпія» (Познань), «Аміка» (Вронкі) та «Відзев» (Лодзь).

## Титули та досягнення

### Командні
- ««Сталь» (Мелець)»
  -  Чемпіон Польщі (2): 1972—73, 1975—76

- Національна збірна Польщі
  -  золотий медаліст Олімпійських ігор: 1972
  -  срібний медаліст Олімпійських ігор: 1976
  - срібний медаліст (3-тє місце) чемпіонату світу: 1974[2]
  - бронзовий медаліст чемпіонату світу: 1982
  - учасник фінального турніру чемпіонату світу: 1974, 1978, 1982

### Індивідуальні
- найкращий бомбардир чемпіонату світу у ФРН (1974): 7 голів
- найкращий бомбардир чемпіонату Польщі: 1973 (13 голів) і 1975 (19 голів)
- 3-тє місце (до 1998) за кількістю зіграних матчів у фінальних турнірах чемпіонату світу: 20 матчів
- найкращий футболіст року в Польщі ("Sport") «Золота бутса»: 1974
- найкращий футболіст року в Польщі ("Piłka Nożna"): 1977, 1981
- 6-те місце у класифікації ("France Football") «Золотий м'яч»: 1974
- 3 рази нагороджений Золотою медаллю за заслуги
- нагороджений Кавалерським хрестом: 1974
- нагороджений Офіцерським орденом: 1982